# Hol

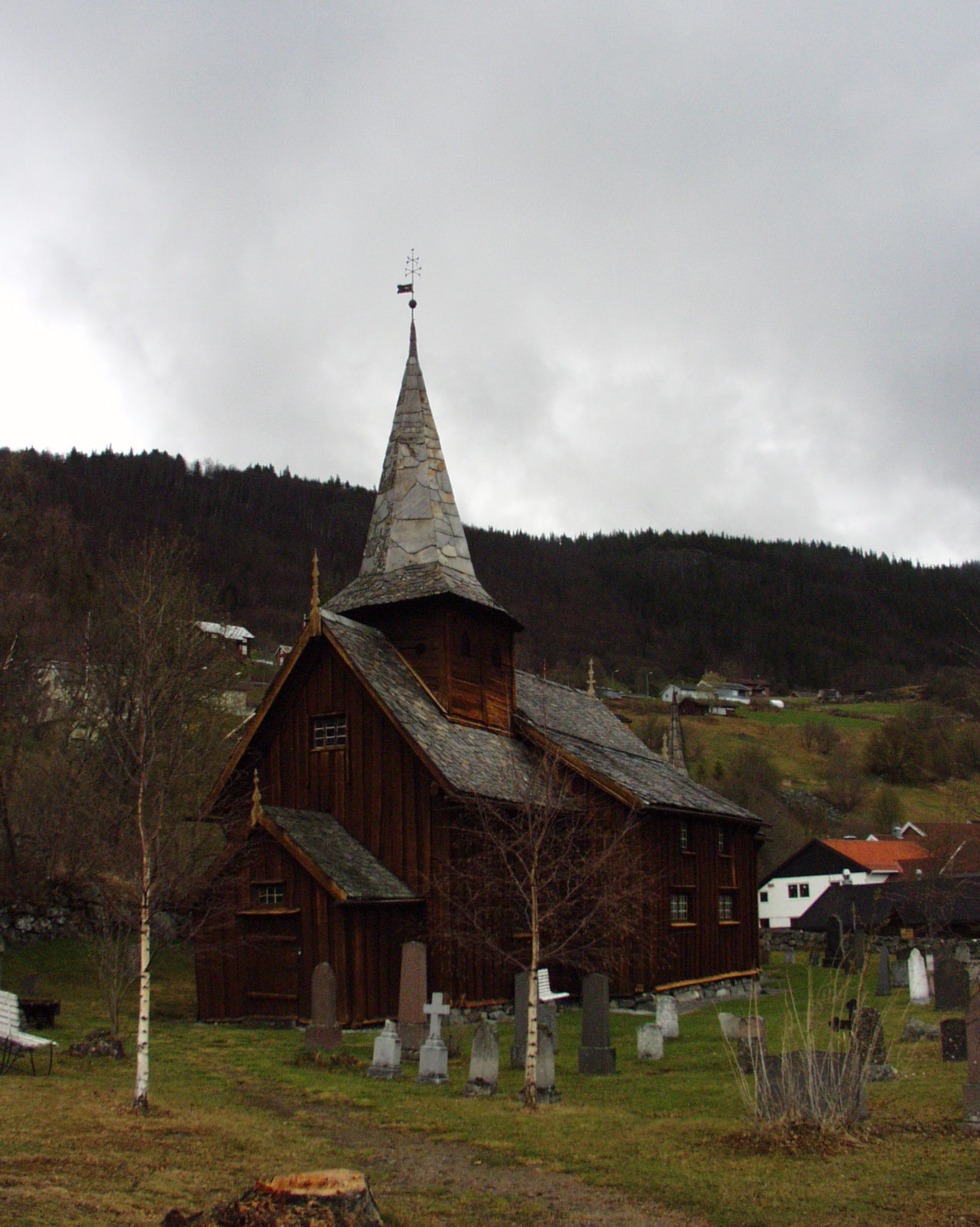
Nhà thờ cũ Hol

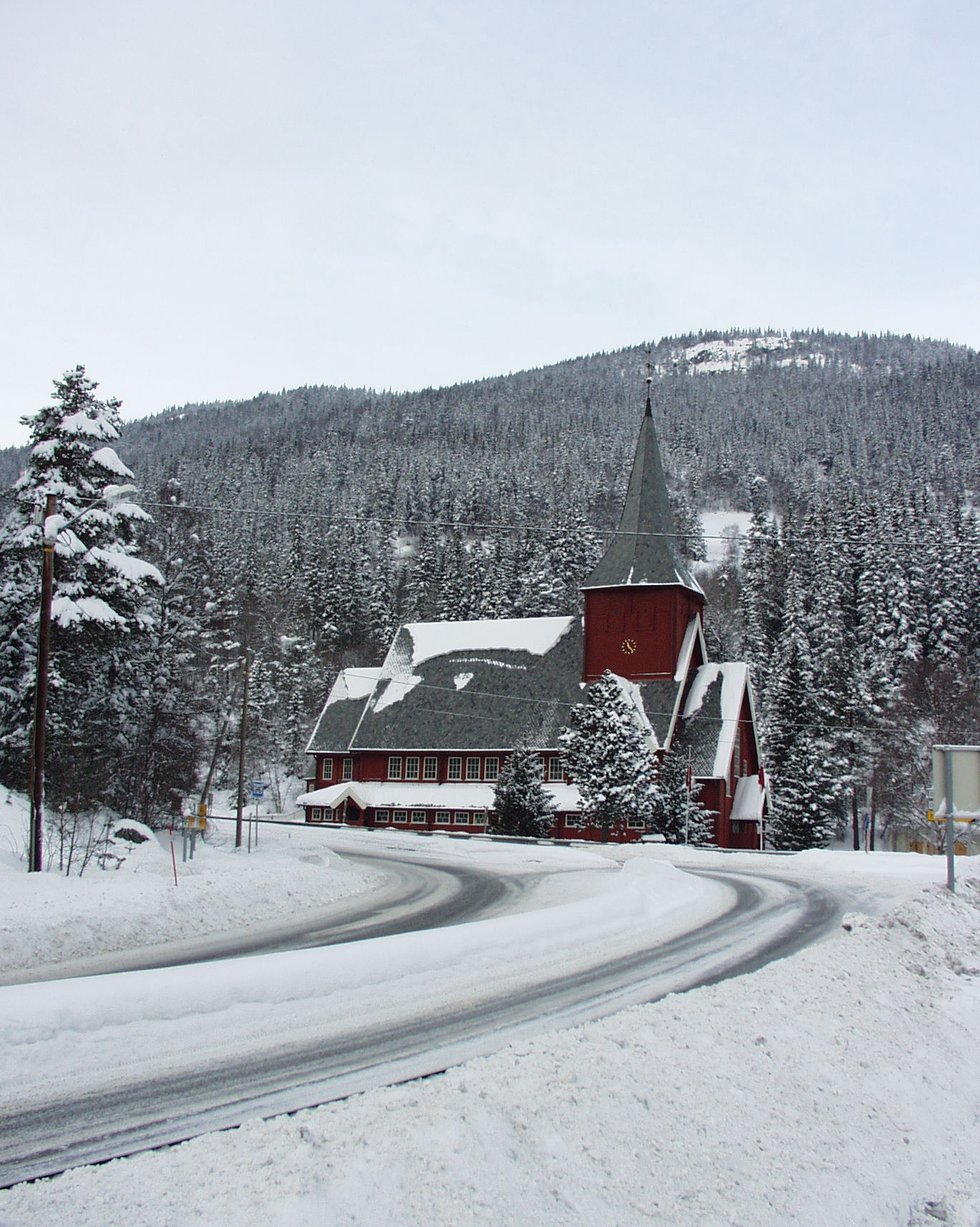
Nhà thờ Hol

Hol là một đô thị ở hạt Buskerud, Na Uy.
Hol đã được tách từ Ål năm 1877. Khu vực Dagali đã được chuyển từ Uvdal qua Hol năm 1944.

## The name
Đô thị này (nguyên là một giáo khu) được đặt tên theo nông trang cũ Hol (Tiếng Na Uy cổ Hóll), do nhà thờ đầu tiên đã được xây ở đó. 
The huy hiệu được chọn vào thời hiện đại (1991). 